# Semestra notabilis
Semestra notabilis är en insektsart som beskrevs av Schmidt 1932. Semestra notabilis ingår i släktet Semestra och familjen Nogodinidae. Inga underarter finns listade i Catalogue of Life.